# CLOVER
CLOVER ist ein proprietäres Datenübertragungsprotokoll für Funkverbindungen.
Es wurde vom US-amerikanischen Elektroingenieur und Funkamateur Raymond C. Petit (1943–1999, W7GHM) für das Unternehmen HAL Communications Corp. entwickelt. CLOVER lehnt sich an die Betriebsart PACTOR an und wird seit den 1990er Jahren für professionelle Zwecke und im Amateurfunk verwendet.
Die Daten werden in der Bandbreite eines Sprachkanals übertragen.